# Circonscription autonomique de Zamora
Ne doit pas être confondu avec Circonscription électorale de Zamora.
La circonscription électorale de Zamora est l'une des neuf circonscriptions électorales de Castille-et-León pour les élections aux Cortes de Castille-et-León.
Elle correspond géographiquement à la province de Zamora.

## Synthèse
| AP & alliés |       | 4 | 4 |   |   |   |   |   |   |   |   |   |  |  |
| CDS         |       |   | 1 | 1 |   |   |   |   |   |   |   |   |  |  |
| PSOE        |       | 4 | 3 | 3 | 3 | 3 | 3 | 3 | 2 | 2 | 3 | 3 |  |  |
| PP          |       |   |   | 4 | 5 | 5 | 4 | 4 | 5 | 4 | 3 | 3 |  |  |
| Podemos     |       |   |   |   |   |   |   |   |   | 1 |   |   |  |  |
| Cs          |       |   |   |   |   |   |   |   |   |   | 1 |   |  |  |
| Vox         |       |   |   |   |   |   |   |   |   |   |   | 1 |  |  |
|             |       |   |   |   |   |   |   |   |   |   |   |   |  |  |
| Total       | Total | 8 | 8 | 8 | 8 | 8 | 7 | 7 | 7 | 7 | 7 | 7 |  |  |

## Résultats détaillés

### 1983
| Parti      | Parti | Députés élus |
| ---------- | ----- | --- |
| PSCyL-PSOE |       | Demetrio Madrid, Jesús Pedrero Alonso, Emilio Bruña Holguín, Francisco López Chillón                                 |
| AP-PDP-UL  |       | Francisco Javier Carbajo Otero (AP), Juan Seisdedos Robles (AP), Serafín Olea Losa (AP), Modesto Pelayo Alonso (PDP) |

### 1987
| Parti      | Parti | Députés élus                                                                                      |
| ---------- | ----- | ------------------------------------------------------------------------------------------------- |
| AP         |       | Luis Cid Fontán, Eustaquio Blas Villar Villar, Santiago Cordero Herrero, Ildefonsa Salgado Santos |
| PSCyL-PSOE |       | Demetrio Madrid, Benigno Fernando Queipo Cadenas, Francisco Javier Hernández Redero               |
| CDS        |       | Pedro San Martín Ramos                                                                            |

### 1991
| Parti      | Parti | Députés élus                                                                                    |
| ---------- | ----- | ----------------------------------------------------------------------------------------------- |
| PPCyL      |       | Luis Cid Fontán, Eustaquio Blas Villar Villar, Modesto Alonso Pelayo, Maximiliana Blanco Santos |
| PSCyL-PSOE |       | Demetrio Madrid, Benigno Fernando Queipo Cadenas, Fernando Muñiz Albiac                         |
| CDS        |       | Pedro San Martín Ramos                                                                          |

- Demetrio Madrid (PSCyL-PSOE) est remplacé en juillet 1993 par María Isabel Blanca Teresa Fernández Marassa.

### 1995
| Parti      | Parti | Députés élus |
| ---------- | ----- | --- |
| PPCyL      |       | Luis Cid Fontán, Juan Jesús Cot Viejo, Modesto Alonso Pelayo, Antonio Zapatero Tostón, María del Carmen Luis Heras |
| PSCyL-PSOE |       | Jesús Cuadrado Bausela, Felipe Lubián Lubián, María Isabel Blanca Teresa Fernández Marassa                         |

### 1999
| Parti      | Parti | Députés élus |
| ---------- | ----- | --- |
| PPCyL      |       | José Luis Rainiero González Vallvé, María del Carmen Luis Heras, Camilo Eusebio Hernando Sanz, Eutimio Contra Galván, José Manuel Miano Marino |
| PSCyL-PSOE |       | Jesús Cuadrado Bausela, Felipe Lubián Lubián, María Isabel Blanca Teresa Fernández Marassa                                                     |

- Carmen Luis (PPCyL) est remplacé en septembre 1999 par María Rosa Flores Bernal.
- Jesús Cuadrado (PSCyL-PSOE) est remplacé en mars 2000 par Manuel Lozano San Pedro.

### 2003
| Parti      | Parti | Députés élus |
| ---------- | ----- | --- |
| PPCyL      |       | María del Carmen Luis Heras, María del Pilar Álvarez Sastre, Camilo Eusebio Hernando Sanz, José Manuel Miano Marino |
| PSCyL-PSOE |       | Manuel Fuentes López, Ana Sánchez Hernández, Felipe Lubián Lubián                                                   |

- Camilo Hernando (PPCyL) est remplacé en septembre 2003 par Elvira Fernández Barrio.
  - Elvira Fernández (PPCyL) est remplacée en octobre 2003 par Maribel Escribano Hernández.

### 2007
| Parti      | Parti | Députés élus |
| ---------- | ----- | --- |
| PPCyL      |       | María del Carmen Luis Heras, Óscar Reguera Acevedo, Juan Emilio Joaquín Dúo Torrado, María del Pilar Álvarez Sastre |
| PSCyL-PSOE |       | Manuel Fuentes López, Ana Sánchez Hernández, José Ignacio Martín Benito                                             |

- Ana Sánchez (PSCyL-PSOE) est remplacée en avril 2008 par Manuel Ramos Pascual.

### 2011
| Parti      | Parti | Députés élus |
| ---------- | ----- | --- |
| PPCyL      |       | María Isabel Alonso Sánchez, Óscar Reguera Acevedo, María del Carmen Luis Heras, Juan Emilio Joaquín Dúo Torrado, Jerónimo García Bermejo |
| PSCyL-PSOE |       | Ana Sánchez Hernández, José Ignacio Martín Benito                                                                                         |

- Carmen Luis (PPCyL) est remplacé en décembre 2011 par María Isabel Blanco Llamas.

### 2015
| Parti      | Parti | Députés élus                                                                                   |
| ---------- | ----- | ---------------------------------------------------------------------------------------------- |
| PPCyL      |       | Rosa Valdeón, Óscar Reguera Acevedo, Emilio José Cabadas Cifuentes, María Isabel Blanco Llamas |
| PSCyL-PSOE |       | Ana Sánchez Hernández, José Ignacio Martín Benito                                              |
| Podemos    |       | María Josefa Rodríguez Tobal                                                                   |

- Rosa Valdeón (PPCyL) est remplacée en novembre 2017 par María Manuela Crespo Calles.

### 2019
| Parti      | Parti | Députés élus                                                                     |
| ---------- | ----- | -------------------------------------------------------------------------------- |
| PSCyL-PSOE |       | Ana Sánchez Hernández, José Ignacio Martín Benito, María Inmaculada García Rioja |
| PPCyL      |       | Leticia García Sánchez, Óscar Reguera Acevedo, José Alberto Castro Cañibano      |
| Cs         |       | María Teresa Gago López                                                          |

- Inmaculada García (PSOE) est remplacée en novembre 2020 par Carlos Fernández Herrera.

### 2022
| Parti      | Parti | Députés élus                                                                     |
| ---------- | ----- | -------------------------------------------------------------------------------- |
| PPCyL      |       | María Isabel Blanco Llamas, Leticia García Sánchez, Óscar Reguera Acevedo        |
| PSCyL-PSOE |       | Ana Sánchez Hernández, José Ignacio Martín Benito, María Inmaculada García Rioja |
| Vox        |       | María Luisa Calvo Enríquez                                                       |

- Leticia García (PP) est remplacée le 14 décembre 2022 par José Alberto Castro Cañibano.